# Togg T10F
Togg T10F – elektryczny samochód osobowy klasy średniej produkowany pod turecką marką Togg od 2025 roku.

## Historia i opis modelu

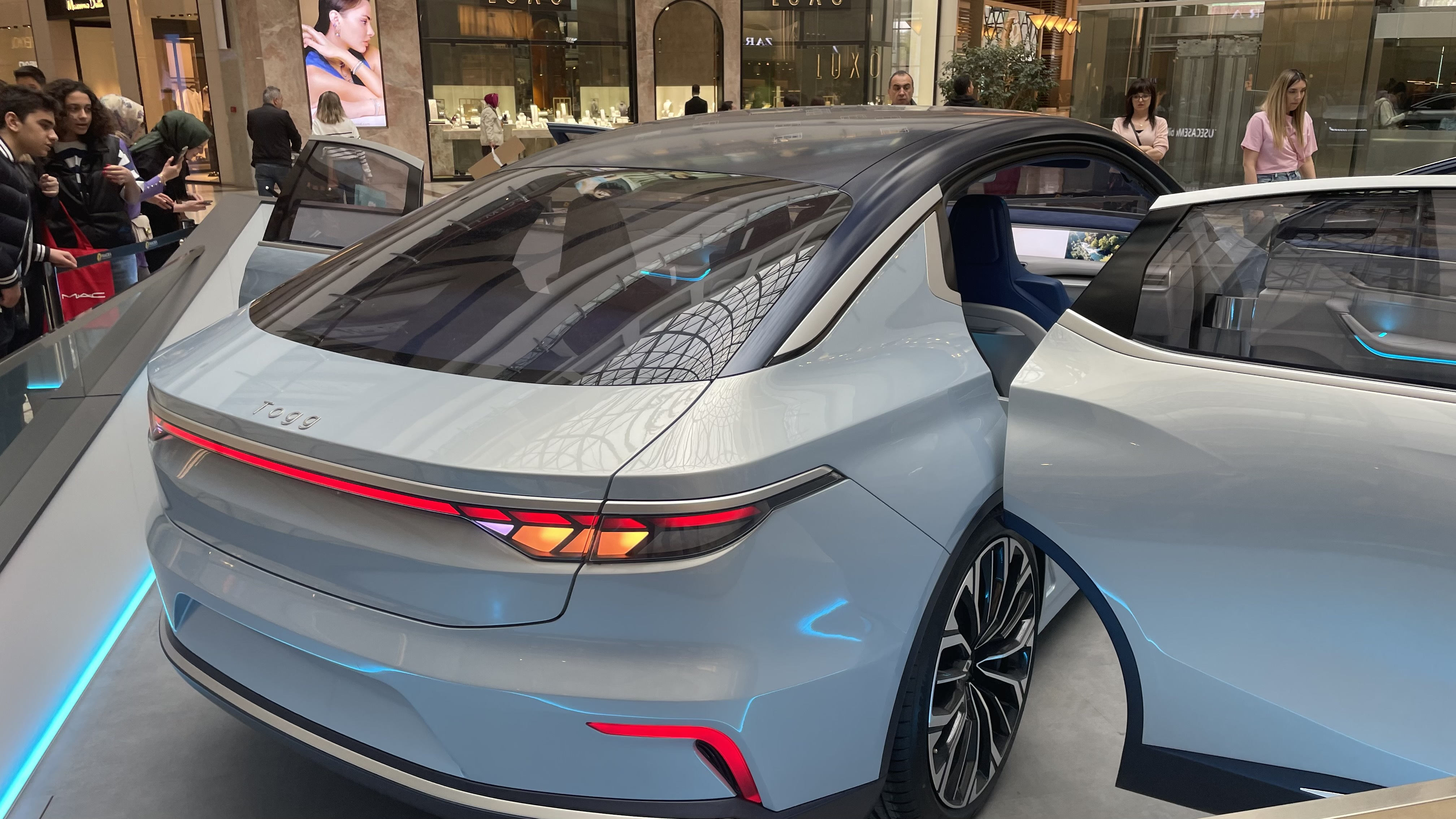
Togg T10F Concept - kokpit

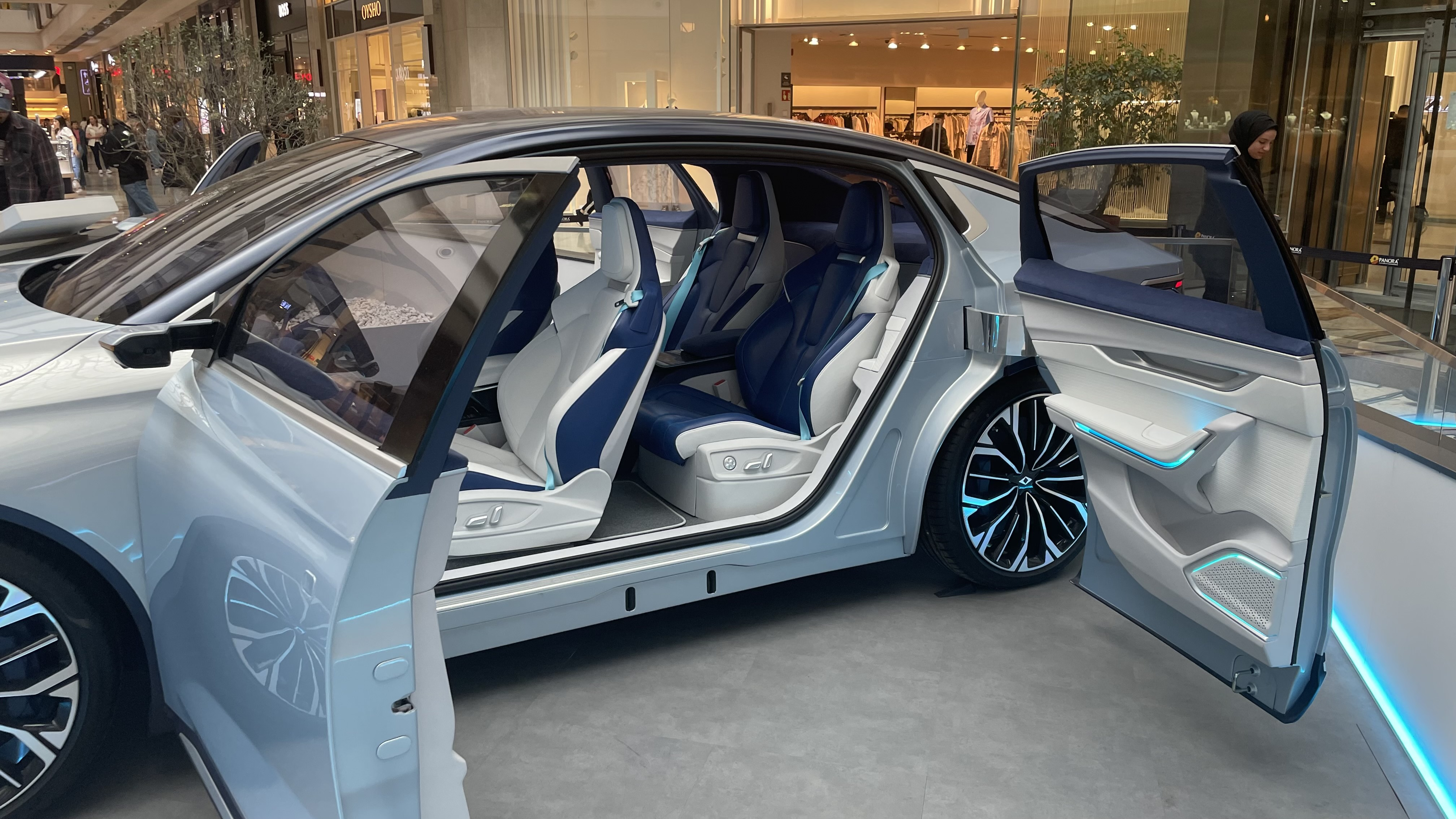
Togg T10F Concept - wnętrze

W grudniu 2019 państwowe przedsięwzięcie tureckiego rządu Togg przedstawiło dwa prototypy zwiastujące pierwsze samochody elektryczne tej firmy, które mają docelowo trafić do produkcji w ciągu kolejnych 3-4 lat. Jednym z nich było studium średniej wielkości sedana z projektem nadwozia autorstwa włoskiego studia Pininfarina. 4 lata później, w styczniu 2024, miała miejsce premiera seryjnego modelu o nazwie Togg T10F.
Samochód w obszernym zakresie rozwinął projekt prototypu, wyróżniając się smukłą sylwetką bogatą w przytłoczenia, ostro zarysowane reflektory oraz łagodnie opadający dach w stylu nadwozi fastback. Samochód został zaprojektowany tak, aby zapewniał wysoki poziom bezpieczeństwa sprostający aktualnym wówczas normom europejskiej agencji bezpieczeństwa Euro NCAP.
Podobnie jak w SUV-ie T10X, kabina pasażerska utrzymana została w luksusowo-cyfrowej estetyce. Kokpit przyozdobił rozbudowany panel cyfrowych zegarów o przekątnej 12,3 cala zintegrowany z wspólnym systemem multimedialnym dla kierowcy i pasażera, łącznie posiadając przekątną 29 cali.

### Sprzedaż
Togg wyznaczył początek produkcji T10F w swoich tureckich zakładach w Gebze w ciągu roku od styczniowej premiery z 2024 roku, planując uruchomienie jej na początku 2025 roku. Samochód uwzględniono w planie ekspansji tureckiej firmy poza rodzimy rynek do Europy Zachodniej.

### Dane techniczne
Togg T10F jest samochodem w pełni elektrycznym, który powstał z myślą o trzech wariantach napędowych. Dwa podstawowe posiadają napęd tylny i silnik o mocy 218 KM, z czego pierwsza posiada akumulator 52,4 kWh pozwalający przejechać na jednym ładowaniu ok. 350 kilometrów w ramach normy WLTP, a druga - 88 kWh i do 600 kilometrów WLTP na jednym ładowaniu. Topowy wariant z napędem AWD rozwija łącznie 435 KM, oferując sprint od 0 do 100 km/h w 4,5 sekundy.